# Pierre François Petiet
Pour les autres membres de la famille, voir Petiet.
Pierre François Charles Alexandre Petiet (26 février 1782 à Rennes - 9 novembre 1835 à Paris) est un haut fonctionnaire français sous le Premier Empire. Il est aussi un rival de Stendhal qui parle de lui dans ses œuvres.

## Biographie
Fils aîné de Claude-Louis Petiet, Pierre François Charles Alexandre Petiet était officier d’artillerie et auditeur au Conseil d'État lorsqu’il fut nommé inspecteur de la comptabilité des bâtiments et du mobilier de la couronne, puis intendant de la couronne de Toscane, chargé de la liste civile. Il est à plusieurs reprises le rival de Stendhal qu'il blesse en duel et qui parle de lui dans ses écrits.
Officier de la Légion d'honneur, il fut créé baron de l'Empire par lettres patentes du 12 novembre 1811.
Au retour de l’île d’Elbe, après les Cent-Jours, l’Empereur confia à Petiet la préfecture des Hautes-Alpes (Gap), le 6 avril 1815. M. le comte de Nugent lui succéda, le 14 juillet suivant.
Il fut ensuite attaché à la direction générale des vivres de l’armée comme directeur des subsistances militaires.
Le baron Petiet mourut le 9 novembre 1835 à Paris. Il fut inhumé au Cimetière du Père-Lachaise, 27e division, chemin du dragon.

## Fonctions
- Officier d'artillerie ;
- Intendant de la couronne de Toscane, chargé de la liste civile ;
- Préfet des Hautes-Alpes (6 avril - 14 juillet 1815) ;
- Directeur des subsistances militaires.

## Titres
- 1er Baron Petiet et de l'Empire (lettres patentes du 12 novembre 1811).

## Distinctions
- Officier de la Légion d'honneur.
- Chevalier de l'ordre de la Réunion.

## Armoiries
« Armes de Baron de l'Empire : Écartelé : au I, d'azur à l'étoile d'argent ; au II, des barons officiers de la maison des princes ; au III, de sinople au lièvre contourné et rampant d'or ; au IV de gueules à une branche de laurier posée en bande d'argent chargée d'une épée d'or, la pointe basse. »

« Armes de la famille Petiet : D'azur, à la bande d'or, chargée d'une épée de gueules, posée en bande la pointe en haut, accompagnée en chef d'une étoile d'or et en pointe d'un triangle d'argent. »

« Écartelé : au I, d'azur, à une étoile d'or ; au II, d'hermine plain; au 3, de sinople, au lièvre d'or courant en barre ; au 4, de gueules, à l'épée d'argent et une palme d'or passées en sautoir. »

« Parti d'azur à l'étoile d'argent et de gueules à une branche d'olivier d'argent en bande et chargée d'une épée d'or en barre ; enté en pointe d'hermine plein. »

« Coupé : au I, parti d'azur à une étoile d'or et de gueules à une épée d'argent et une palme d'or, passées en sautoir; au 2, d'hermine plein. »